# Gunnbjørn
Gunnbjørn ou Gunnbjørn Fjeld (em dinamarquês: Gunnbjørn Fjeld) é a montanha mais alta da Groenlândia, com 3694 m de altitude. Situa-se na costa leste da ilha.
O seu nome é uma homenagem a Gunnbjörn Ulfsson, o viking que foi o primeiro europeu a chegar à Gronelândia. Nas Sagas islandesas a montanha era denominada Hvitsärk, que significa literalmente "camisa branca" e coincide com o nome de um dos filhos do lendário viking Ragnar Lodbrok segundo a saga Ragnarssona þáttr (a história dos filhos de Ragnar). 